# Paco Roca
Paco Roca, nome completo Francisco José Martínez Roca (Valencia, 1969), è un fumettista spagnolo specializzato in graphic novel.

## Carriera
In Spagna pubblica regolarmente per la rivista La Cúpula.
In Italia Alessandro Editore ne ha tradotto e pubblicato Il gioco lugubre (2002), mentre di altri cinque volumi si è occupata la casa editrice Tunué: Il faro (2007), Rughe (2008), Le strade di sabbia (2009), L'inverno del disegnatore (2011), Memorie di un uomo in pigiama (2012), I solchi del destino (2013).
Nel 2008 in Spagna ha vinto il Premio Nazionale di Comic.
Nel 2011 è uscito il film d'animazione Arrugas-Rughe, diretto da Ignacio Ferreras, basato sul graphic novel di Paco Roca e alla cui realizzazione ha contribuito lo stesso autore. La pellicola ha ottenuto numerosi riconoscimenti, tra cui il Premio Goya. Il film è stato programmato negli Stati Uniti il 4 luglio 2014 presso l'IFC Center di New York con il titolo Wrinkles.
Nel 2012 il Museu valencià de la Il·lustració i la Modernitat (MuVIM) della città di Valencia ha organizzato una mostra retrospettiva dedicata alla sua opera. Sempre a Valencia,  dal 6 maggio al 4 luglio 2014 è stata organizzata la mostra "I solchi del destino", dove sono stati esposti reperti e pezzi storici dell'epoca. La stessa mostra è stata allestita anche a Saragozza in occasione del Salone del fumetto.

## Opere
- Juan Miguel Aguilera e Paco Roca, Gog, Fuera de Serie. La Cúpula, 2000.
- El Juego Lúgubre, Brut. La Cúpula, 2001.
- Les voyages d'Alexandre Icare: Les fils de l'Alhambra, SAF, 2003.
- El faro, Astiberri, 2004.
- Arrugas, Astiberri, 2007.
- Las calles de arena, Delcoourt, 2009.
- Miguel Gallardo e Paco Roca, Emotional World Tour, Astiberri, 2009, ISBN 978-88-97165-27-9.
- Serguei Dounovetz e Paco Roca, L'Ange de la retirada, 6 Pieds Sour Terre, 2010.
- El invierno del dibujante, Astiberri, 2011.
- Memorias de un hombre en pijama, Las Provincias, 2012.
- Rafael Martín e Paco Roca, De Valencia a Cádiz (1808-1814), Generalitat Valenciana, 2013.
- Diario estival de un hombre en pijama, El País Semanal, 2013.
- Los surcos del azar, Astiberri, 2013.
- La casa, Astiberri, 2015.
- La encrucijada, Astiberri, 2017.
- Confesiones de un hombre en pijama, Astiberri, 2018.
- El tesoro del cisne negro, Astiberri, 2018.
- Regreso al Edén, Astiberri, 2020.
- El Abismo del Olvido con Rodrigo Terrasa,  Astiberri, 2023.

### Edizioni in lingua italiana
- Il gioco lugubre, Alessandro Editore, 2002, ISBN 9788882851248.
- Il faro, Tunué - Editori dell'Immaginario, 2007, ISBN 88-89613-12-2.
- Rughe, Tunué - Editori dell'Immaginario, 2008, ISBN 978-88-89613-71-9.
- Le strade di sabbia, Tunué - Editori dell'Immaginario, 2009, ISBN 88-89613-12-2.
- Miguel Gallardo e Paco Roca, Emotional World Tour, Tunué - Editori dell'Immaginario, 2011, ISBN 978-88-97165-27-9.
- L'inverno del disegnatore, Tunué - Editori dell'Immaginario, 2011, ISBN 978-88-97165-11-8.
- Memorie di un uomo in pigiama, Tunué - Editori dell'Immaginario, 2012, ISBN 978-88-97165-48-4.
- I solchi del destino, Tunué - Editori dell'Immaginario, 2013, ISBN 978-88-97165-76-7.
- Avventure di un uomo in pigiama,  Tunué - Editori dell'Immaginario, 2015, ISBN 9788867901319
- La casa, Tunué - Editori dell'Immaginario, 2016, ISBN 9788867901791
- Confessioni di un uomo in pigiama, Tunué - Editori dell'Immaginario, 2018, ISBN 9788867902927
- Paco Roca e Seguridad Social, Il bivio, Tunué - Editori dell'Immaginario, 2018, ISBN 9788867903092
- Il tesoro del cigno nero, Tunué - Editori dell'immaginario, 2020, ISBN 9788867903818
- Ritorno All'Eden, Tunué - Editori dell'immaginario, 2020, ISBN 9788867904167
- L'abisso dell'oblio, con Rodrigo Terrasa, Tunué - Editori dell'immaginario, 2024, ISBN 9788867905935

## Premi e riconoscimenti
Il Faro
- Premio miglior sceneggiatura realista dal Diario de Avisos di Tenerife

Rughe
- Premio miglior fumetto Diario de Avisos[5]
- Miglior opera e miglior sceneggiatura al Salone Internazionale del Fumetto di Barcellona 2008.[5]
- Premio Nazionale di Spagna miglior fumetto 2008.[5]

- Premio Gran Guinigi Lucca Comics & Games 2008 come miglior opera lunga.

- Gran Premio Romics 2009 come Miglior libro a fumetti.
- Premio Romics D'oro 2011 come miglior opera.
- Premio Goya 2012 come Miglior film di animazione e Miglior adattamento.

I solchi del destino
- Premio Comic II Zone come Miglior fumetto nazionale pubblicato nel 2013.
- Premio Romics D'oro 2013.
- Premio Gran Premio Romics 2014.
- Premio ricevuto al Salone internazionale del fumetto di Barcellona.

 Miglior autore dell'anno
Premiato come miglior autore dell'anno a Lucca Comics & Games del 2022 per l'opera Ritorno all'Eden (tunuè).